# Wiktor Nikititsch Panin

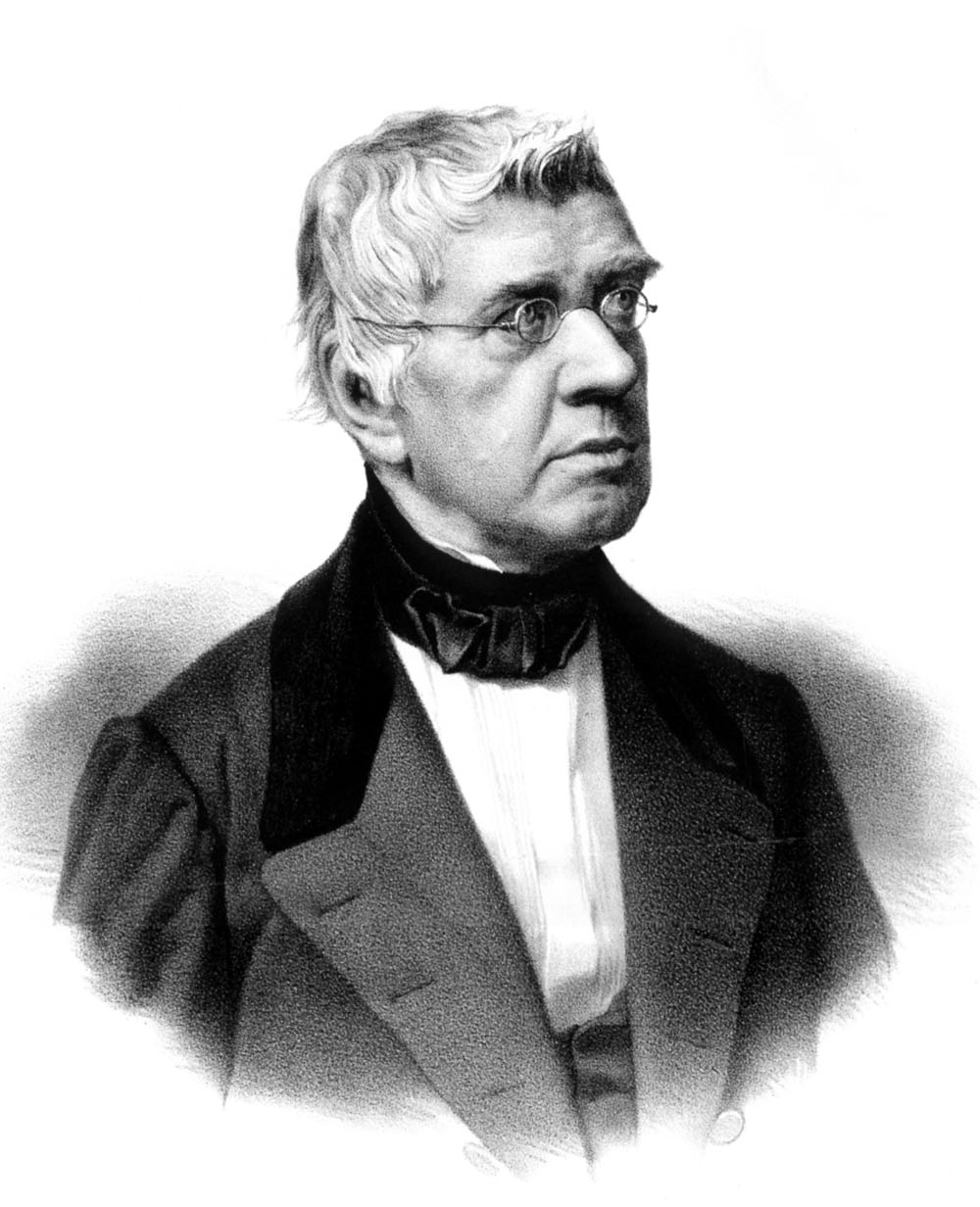
Wiktor Nikititsch Panin

Graf Wiktor Nikititsch Panin (russisch Виктор Никитич Панин; * 28. Märzjul. / 9. April 1801greg. in Moskau; † 1. Apriljul. / 13. April 1874greg. in Nizza) war ein russischer Großgrundbesitzer auf  Schloss Marfino bei Mytischtschi, Jurist und Justizminister.

## Leben

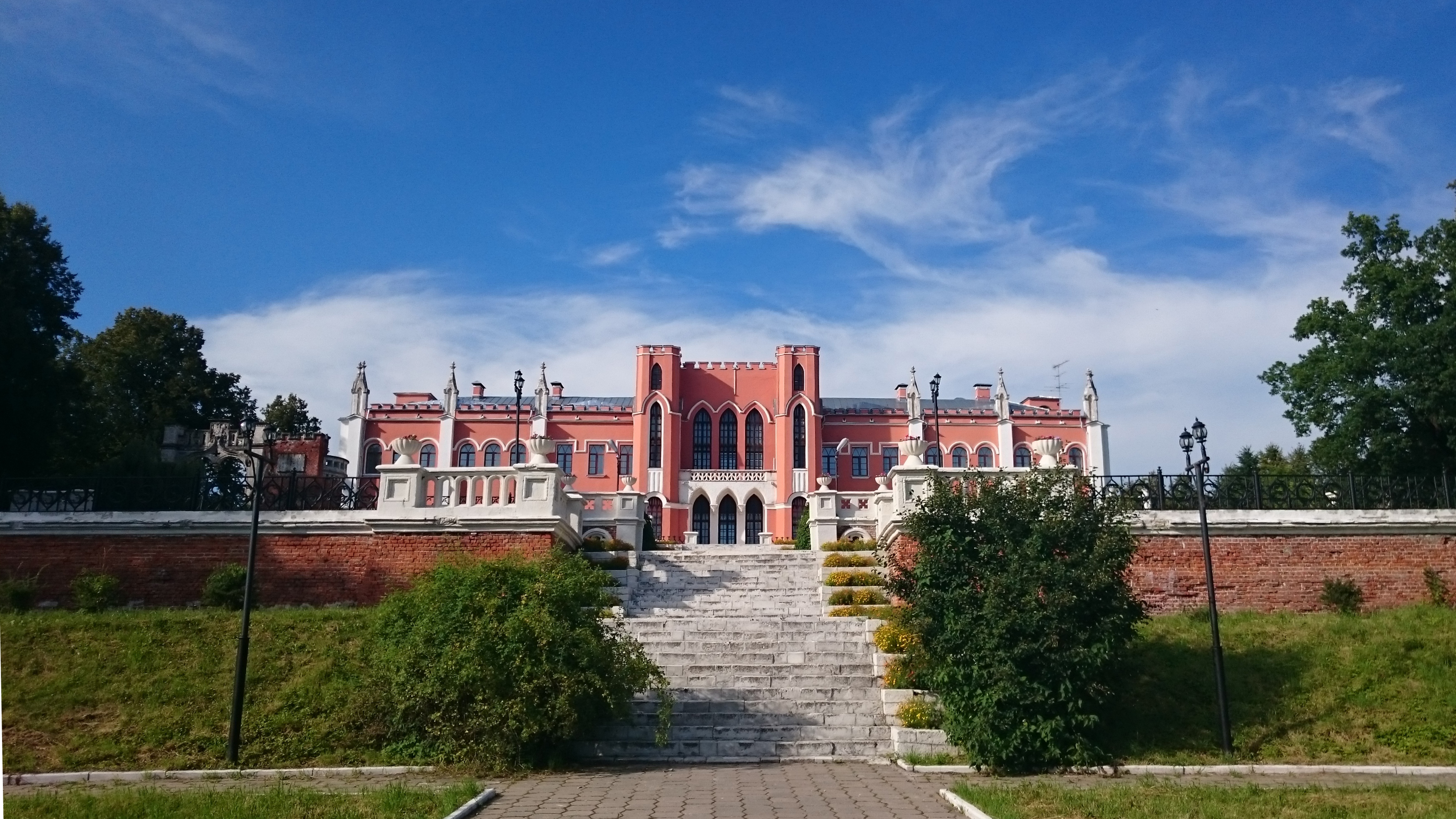
Schloss Marfino

Panin war der jüngste Sohn des nach Moskau verbannten ehemaligen Vizekanzlers Graf Nikita Petrowitsch Panin und seiner Frau Sofja Wladimirowna, Nichte Graf Grigori Grigorjewitsch Orlows, die ihn nach Graf Kotschubei Wiktor nannten. Er wuchs auf Landsitz Dugino bei Sytschowka unter der Kontrolle der Verwandten auf. Sein deutscher Hauslehrer Bütger bildete ihn so gut aus, dass er 1819 die Abschlussprüfung an der Universität Moskau bestand. Anschließend trat Panin in den Dienst des Kollegiums der Auswärtigen Angelegenheiten ein. 1824 wurde er Sekretär der Botschaft in Madrid. Im Russisch-Türkischen Krieg (1828–1829) diente er in der Feldkanzlei des Außenministeriums und wurde nach Beendigung der Kampfhandlungen als Geschäftsbeauftragter nach Griechenland geschickt.
1831 wurde Panin Assistent des Staatssekretärs des Staatsrats und 1832 Vizejustizminister. 1839 wurde er Geschäftsführer des Ministeriums, 1840 Generalprokurator und 1841 Justizminister. Er war ein konservativer Befürworter der Aristokratie und änderte von sich aus nichts am überkommenen Gerichtswesen mit nichtöffentlichen Gerichtsverfahren allein nach Aktenlage entsprechend dem Inquisitionsverfahren. Er war gegen die Zulassung von Rechtsanwälten zu Gerichtsverfahren und für die Beibehaltung von Körperstrafen für Nicht-Aristokraten. Als Mitglied des zunächst geheimen Komitees und ab 1858 Hauptkomitees für die Bauernangelegenheit versuchte Panin, die von Kaiser Alexander II. beabsichtigte Befreiung der russischen Bauern von der Leibeigenschaft möglichst zu verzögern. Nach dem Tode des Vorsitzenden J. I. Rostowzew der Redaktionskommission für die Gesetze zur Bauernbefreiung wurde 1860 zur allgemeinen Überraschung Panin zum Nachfolger ernannt mit dem Befehl, die Arbeit im bisherigen Sinne fortzuführen. Demgemäß bewahrte Panin eine strikte Neutralität zwischen den Interessen der Grundbesitzer und der Bauern, so dass er von beiden Seiten angefeindet wurde. 1861 wurden die „Großen Reformen“ zur Bauernbefreiung verkündet. 1862 gab Panin sein Ministeramt krankheitshalber auf, blieb aber Mitglied des Staatsrats und wurde Hauptgeschäftsführer der Zweiten Abteilung der Kaiserlichen Kanzlei. Seit Dezember 1855 war er Ehrenmitglied der Russischen Akademie der Wissenschaften in St. Petersburg.
Panin arbeitete nun historisch und veröffentlichte eine Reihe von Abhandlungen, beispielsweise 1867 die kurze Geschichte der Fürstin Tarakanowa.

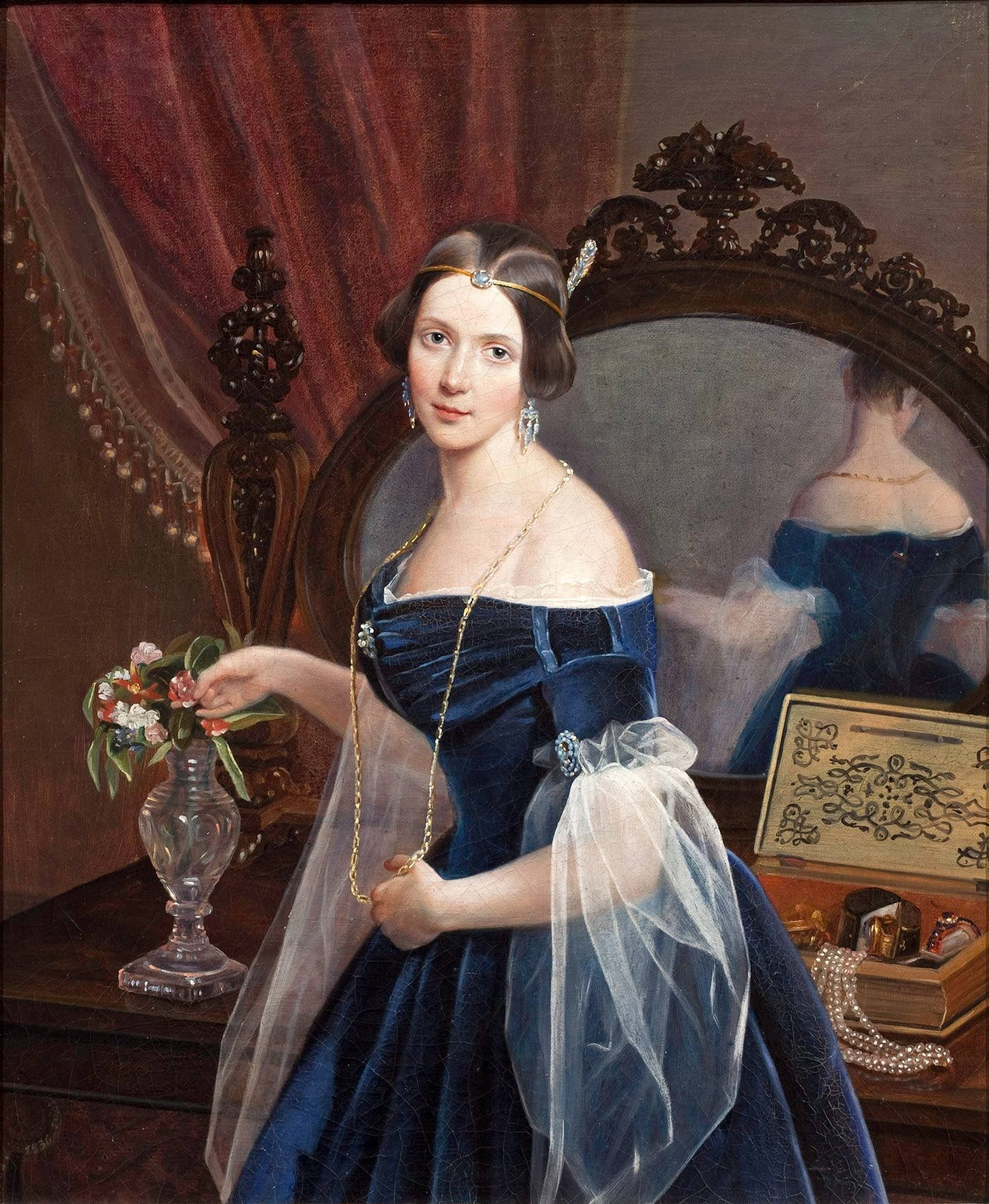
Natalja Panina-Tiesenhausen (P. N. Orlow)

Seit 1835 war Panin verheiratet mit Gräfin Natalja Pawlowna (1810–1899), Tochter des Wirklichen Geheimen Rates und Senators Graf Paul von Tiesenhausen und seiner Frau, Tochter Graf Peter Ludwig von der Pahlens. Nataljas Cousine Gräfin Dorothea von Tiesenhausen (1804–1863), Tochter Ferdinand von Tiesenhausens, heiratete Karl Ludwig von Ficquelmont und wurde durch ihren St. Petersburger Salon bekannt und ihre Freundschaft mit Puschkin, den sie 1829 kennengelernt hatte. Natalja war 1858 in den Orden der Heiligen Katharina aufgenommen worden und hinterließ ein Tagebuch, das wegen der Aufzeichnungen über Puschkins Duell und Tod von Interesse ist. Natalja und Wiktor Panin hatten einen Sohn und vier Töchter. Olga Wiktorowna heiratete den späteren Artilleriegeneral Wladimir Wassiljewitsch Lewaschow und führte einen liberalen Salon. Panins Enkelin war die Rote Gräfin Sofja Wladimirowna Panina.